# 関テクノハイランド
関テクノハイランド（せきテクノハイランド）は、岐阜県関市のぞみケ丘にある工業団地。

## 概要
公園的機能をもった工業団地として、岐阜県土地開発公社により開発された。開発面積は76.4ha。工場用地として分譲されたのは18区画42.1ha。
東海環状自動車道沿いに位置する。2004年（平成16年）の分譲開始当初は企業の進出は不調であったが、2005年（平成17年）に東海環状自動車道の豊田東JCTから美濃関JCTが開通をきっかけに企業が進出。2021年（令和3年）現在は18区画全てが埋まっている。
工業団地内にはテクノハイランド北公園とテクノハイランド南公園が整備されている。

## 主な進出企業
- 愛知製鋼
- 大同プレーンベアリング
- アテナ工業
- 日鉄鋼線
- 山口製作所
- 丹羽鋳造
- メイラ

## 交通

### 自動車
- 東海北陸自動車道 美濃ICより約2.4㎞。
- 東海環状自動車道 富加関ICより約4km。

### 公共交通機関
- 長良川鉄道越美南線「関下有知駅下車、徒歩で約15分。